# Ars nova
Ars nova (»nova umetnost«) je bilo stilno obdobje v glasbi poznega srednjega veka, ki je izhajalo iz Francije. Okvirno je trajalo od izdaje knjige Roman de Fauvel (okrog 1310/1314) do Machautove smrti (1377). Včasih je izraz ars nova uporabljen v širšem kontekstu in se nanaša na vso evropsko glasbo 14. stoletja. Tako vključuje tudi sočasna glasbena gibanja, kot je Landinijev krog »italijanske ars nove«, imenovan trecento. Izraz ars nova izhaja iz istoimenske razprave, ki jo je okrog leta 1322 v Parizu spisal Philippe de Vitry. V njej pojasnjuje tedaj nove principe notacije
Ars nova je v splošnem izzval antitezo ars antiqua, ki se nanaša na predhodno glasbeno obdobje, v grobem od obdobja Notredamske šole polifonije (tj. od okrog 1170 do 1320). Generalno torej ars antiqua predstavlja glasbo 13. stoletja, ars nova pa glasbo 14. stoletja - mnogi glasbeni zgodovinarji uporabljajo ta dva termina v tem splošnem pomenu.
Rimskokatoliška cerkev je pod vodstvom papeža Janeza XXII. glasbo ars nove ostro zavračala, pozdravil pa jo je papež Klemen VI. Monofono petje, tedaj že harmonizirano z enostavnim organumom, se je počasi spreminjalo, fragmentiralo in se pojavljalo tudi v posvetni glasbi. Lirične ljubezenske pesmi so bile lahko izvajane v kontekstu sakralne glasbe, sakralna besedila pa so se pojavljala tudi v okviru posvetnih melodij. Srednjeveških ušes ni žalila zgolj polifonija, temveč notacija posvetne glasbe, ki se je s tem pomešala s cerkveno in tako našla svojo pot v liturgijo.
Glasba ars nove se je stilno razlikovala od predhodnega obdobja na več načinov. Ritem je bil uporabljen bolj svobodno kot v 13. stoletju, ko so se morali skladatelji držati točno določenih ritmičnih vzorcev. Pojavljati se začnejo sinkope. Posvetna glasba je začela postajati vedno bolj polifono zapletena, poprej je to veljalo le za sakralno glasbo. Nastajale so nove tehnike in oblike, npr. izoritem in izoritmični motet. Postopno so se iz liturgičnih napevov začeli izpuščati cantus firmusi. Skupna estetska značilnost teh sprememb se je torej kazala v večji izraznosti in raznolikosti glasbe. Hitro zgodovinsko spremembo glasbene izraznosti lahko primerjamo z vpeljavo perspektive v slikarstvo, sicer pa obdobje ars nove sovpada z obdobjem velikih zgodnjerenesančnih preobratov v književnosti in slikarstvu. Vzporedno z razvijanjem družbenega življenja, napredovanja znanosti in z ekonomsko rastjo mest se je začel pojavljati humanizem in hkrati iskanje realističnih podrobnosti. Skladatelji so si z glasbenimi sredstvi prizadevali izražati ljudska čustva, prizore iz narave in življenja. 
Kot glasbeno-tehnično sredstvo se začne pojavljati kromatika, skladatelji se začnejo izogibati tehniki vzporednih kvart in kvint (kvarta postane disonantni interval, terco in seksto pričnejo obravnavati kot konsonanco. Pojavljati se začnejo obrisi kadenčnih zaključkov z zvišano 7. stopnjo lestvice, razvija se menzuralna notacija, polifonija pa se razvija predvsem z uporabo imitacije.
Najpomembnejši predstavnik tega sloga je bil nedvomno Guillaume de Machaut, ki je bil enako cenjen tudi kot pesnik in duhovnik. Stil ars nove je najlepše predstavljen v njegovih številnih ohranjenih delih: motetih, virelajih, rondeauxih in baladah. Leta 1364, med pontifikatom papeža Urbana V. je Machaut skomponiral prvo znano polifono mašo, imenovano Masse de Notre Dame. Poleg Machauta sta najpomembnejša predstavnika P. de Vitry in Johannes de Muris. Med najpomembnejše skladatelje italijanske ars nove (glej: trecento) spadajo Francesco Landini, Jacopo da Bologna, Johannes de Florentia in drugi.
Proti koncu 14. stoletja se je v Avignonu (južna Francija) pojavila nova stilna skupina skladateljev in pesnikov, imenovana ars subtilior. Nekateri muzikologi jo vendarle obravnavajo le kot razvojno fazo ars nove, in ne kot samostojno strujo. Ob koncu svoje dobe, ars nova oz. ars subtilior, čeprav geografsko omejeni struji (južna Francija in kasneje Ciper), končujeta obdobje srednjeveške glasbe.